# Eladio Herrera
Eladio Herrera (Buenos Aires, 9 febbraio 1930 – 25 novembre 2014) è stato un pugile argentino.

## Palmarès

### Olimpiadi
- Bronzo a Helsinki 1952 nei pesi superwelter.